# Provincia de Mariscal Cáceres
La provincia de Mariscal Cáceres es una de las diez que conforman el departamento de San Martín en el norte del Perú.
Limita por el norte con la provincia del Huallaga, por el este con la provincia de Bellavista, por el sur con la provincia de Tocache y por el oeste con el departamento de La Libertad.

## Toponimia
Debe su nombre al gran militar y estadista peruano, héroe de la guerra del Pacífico de 1879, Andrés Avelino Cáceres.

## Historia

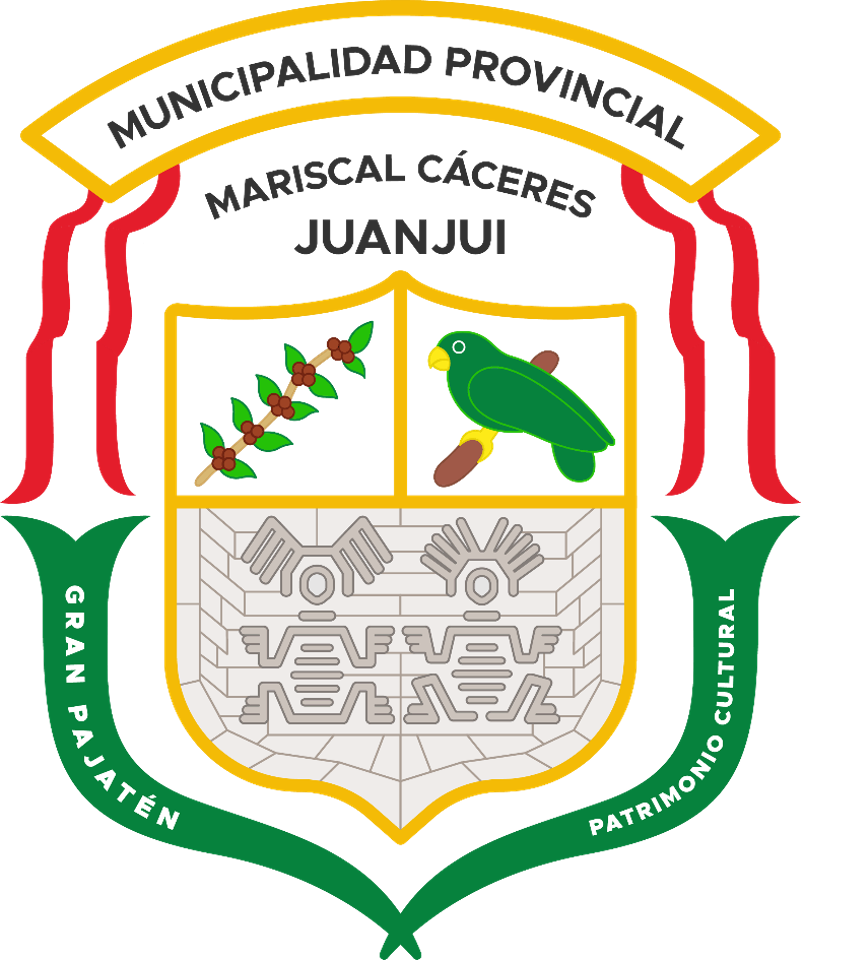
ESCUDO MUNICIPAL

La provincia de Mariscal Cáceres, en sus orígenes, se forma básicamente por inmigrantes originarios lamistas a partir de fines del siglo XVIII y las primeras décadas del siglo XIX, tiempo en que las reducciones coloniales terminan de desintegrarse con la expulsión de los jesuitas y después con el establecimiento del Estado republicano. Los hibitos y los cholones, que en su ubicación geográfica pueden ser considerados nativos mariscalenses, rápidamente se desintegraron, ya sea diseminándose entre la población mestiza o dispersándose en pequeños grupos que se alejarían más al interior de la selva. De estas etnias, solo quedan contados descendientes asimilados por completo al mestizaje y algunos vocablos derivados de su habla como llullo (bebé), cuchi (cerdo) y otros más. Los indígenas de Lamas fueron los primeros en poblar caseríos incluso más antiguos que la actual ciudad de Juanjuí, entre ellos tenemos a Huayabamba, Cayena, Balsayacu, Shepte, otros como Miraflores, Costa Rica, Capirona, Aucararca, América, etc., se originaron paralelamente poco después, con fuerte presencia lamista y conservando sus costumbres y tradiciones.
El 2 de mayo de 1940, siendo presidente del Perú el Dr. Manuel Prado y Ugarteche y senador del departamento el Dr. Víctor Manuel Arévalo Delgado, el Congreso aprobó la Ley n.º 9097. Cinco días después, es promulgada creándose a través de ella la provincia de Mariscal Cáceres con su capital, Juanjuí. La misma ley establecía que los distritos de Juanjui y Pachiza, que pertenecían a la provincia de Huallaga, pasen a conformar la naciente provincia, creándose a su vez los distritos de Huicungo, Tocache y Uchiza formando parte de la nueva jurisdicción.

## Geografía
Cuenta con numerosas quebradas y ríos, siendo muchos de ellos navegables con embarcaciones ligeras. Estos ríos son excelentes para la pesca, al mismo tiempo facilita la comunicación entre los poblados y las provincias de mayor importancia (Tocache, Bellavista, etc.). 
Así tenemos los ríos Pachicilla, Abiseo, Gelache, Shimacache, Huabayacu, Huayabamba, que a su vez cuenta con los siguientes afluentes: Pajatén, afluente del Gelache y Porotongo, afluente del río Saposoa. Finalmente estos ríos son afluentes del río Huallaga, que se constituye en el principal de esta zona.

## División administrativa
La provincia de Mariscal Cáceres cuenta con una extensión de 14 498,73 km² equivalente al 60,08 % del territorio del departamento de San Martín, la que la convierte en la provincia más extensa de la región. 
Mariscal Cáceres se divide en cinco distritos:

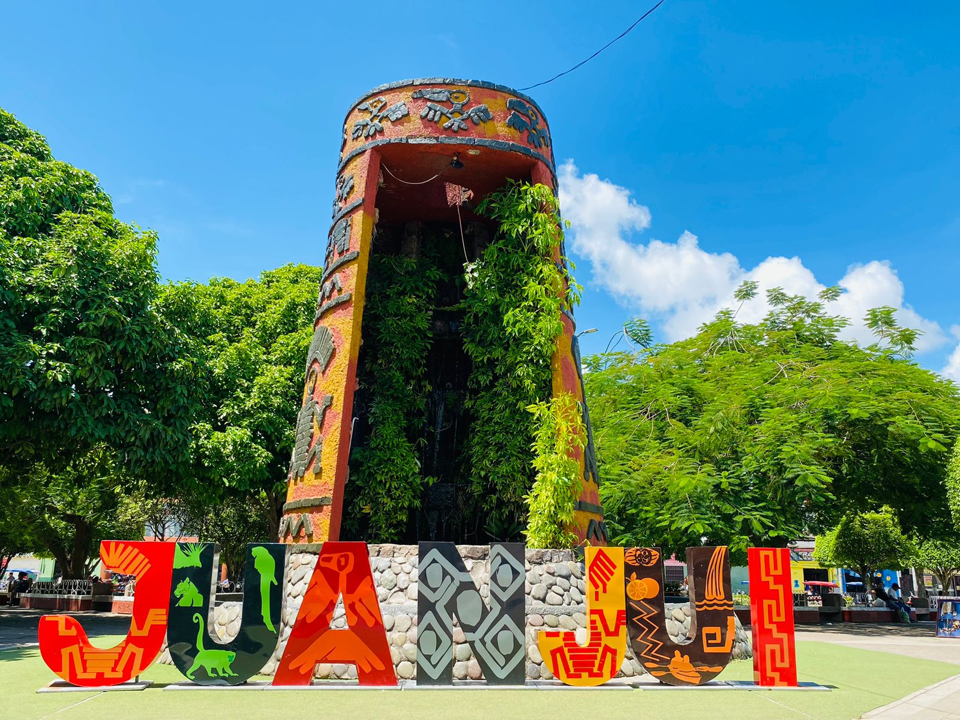
Ciudad de Juanjui

1. Juanjuí
2. Campanilla
3. Huicungo
4. Pachiza
5. Pajarillo

## Economía
La principal actividad es la agricultura con un 91 % de la población, seguida por la ganadería, con un 7 %. Se estima que el 60 % de la población son pequeños productores que poseen áreas de 1 a 10 hectáreas; el resto trabaja como jornalero en diversas actividades, como la extracción de madera, cultivos de pan llevar, etc. Un porcentaje pequeño de la población se dedica al comercio o a brindar servicios.
Los cultivos que ocupan mayor extensión en este sector son el maíz, el plátano y el café; ocupando entre los tres un 73 % del área total cosechada. En la cuenca del Huayabamba el maíz ocupa el 41 % y el plátano el 12 %. En los centros poblados de los distritos de Huicungo y Pachiza, se localizan las mayores plantaciones de cacao. La producción de cacao y café es comercializada directamente en el mercado de Juanjuí, en donde se vende a empresas privadas y a la Cooperativa ACOPAGRO; en algunos casos el café se vende en Tocache y Tingo María. La producción de plátano es trasladada mediante balsas de topa por los ríos Huallaga, Huayabamba, Jelache y Abiseo hacia el mercado
principal, que también es Juanjuí; los intermediarios pagan de 1,5 a 2 nuevos soles por racimo. El maíz, es comprado directamente en la chacra por los intermediarios. La crianza de ganado porcino es familiar y en forma extensiva, con predominancia en Campanilla, Dos de Mayo y Pizarro. El ganado vacuno es predominante en la localidad de Campanilla.

## Población
Tiene una población aproximada de 62 000 habitantes, integrada mayormente por comerciantes, agricultores y profesionales.

## Capital
La capital de esta provincia es la ciudad de Juanjuí, ubicada sobre los 282 m s. n. m.

## Autoridades

### Regionales
- Consejero regional
  - 2019-2022:[2] Luis Alfredo Alvan Peña (Alianza para el Progreso)

### Municipales
- 2019-2022[2]

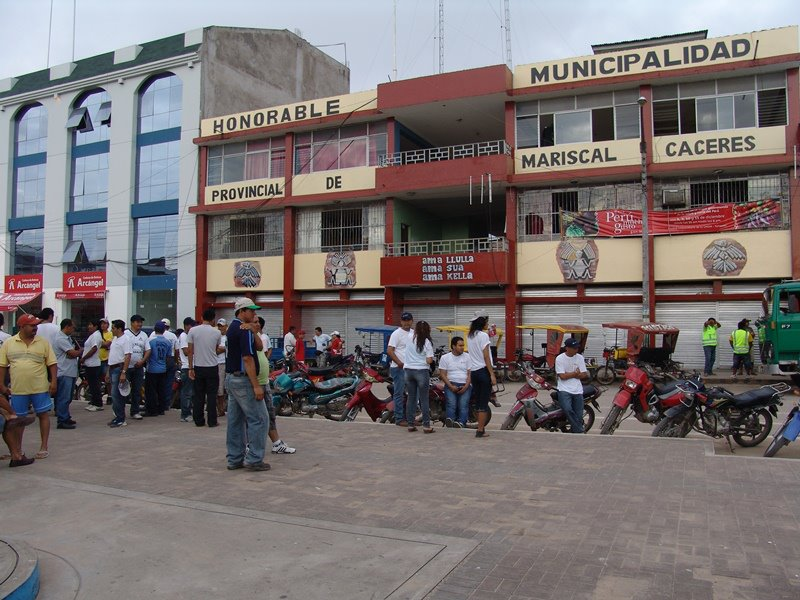
Sede de la alcaldía provincial

  - Alcalde: Víctor Raúl López Escudero, de Alianza para el Progreso.
  - Regidores:

  1. Javier Alejandro Ichazo del Águila (Alianza para el Progreso)
  2. Yolanda Arévalo Velásquez (Alianza para el Progreso)
  3. Jack López Huamán (Alianza para el Progreso)
  4. Fernando Vela Tarazona (Alianza para el Progreso)
  5. Wilson Vásquez Saavedra (Alianza para el Progreso)
  6. Miriam Elena Maza Asencios (Alianza para el Progreso)
  7. Manuel Rodríguez Gleni (Avanza País - Partido de Integración Social)
  8. César Pedro Rodríguez Tisnado (Acción Regional)
  9. Ernesto Chu Granados (Fuerza Popular)

### Policiales
- Comisario: Comandante PNP

## Festividades
- Septiembre: Virgen de la Merced
- Octubre: Señor de los Milagros